# Ornithodoros apertus
Ornithodoros apertus är en fästingart som beskrevs av Walton 1962. Ornithodoros apertus ingår i släktet Ornithodoros och familjen mjuka fästingar. Inga underarter finns listade i Catalogue of Life.